# Lex
Lex는 컴퓨터 과학 분야에서 구문 분석기인 Yacc와 같이 널리 쓰이는 어휘 분석기이다. Lex는 에릭 슈미트와 마이크 레스크가 만든 것으로, 대부분의 유닉스 시스템의 구문 분석 표준으로 사용되고 있고, 그 정의는 POSIX 표준에 명시되어 있다.
Lex는 어휘 분석기를 읽어와서, Lexer를 만든 뒤 이를 C 언어로 만들어진 소스 코드의 형태로 출력한다.
Lex는 저작권이 있는 소프트웨어로 시작했지만, AT&T의 소스 코드에 기반하는 버전은 오픈 소스 정책을 따라 오픈 솔라리스 등에서 사용된다. 이외에도 유명한 오픈 소스 버전의 Lex로는 빠른 Lex(Fast Lex)라는 의미의 flex가 존재한다.

## Lex 파일의 예
```
/*** Definition section ***/

%
{

/* C code to be copied verbatim */

#include
 
<stdio.h>

%
}

/* This tells flex to read only one input file */

%
option
 
noyywrap

%%

    
/*** Rules section ***/

    
/* [0-9]+ matches a string of one or more digits */

[
0-9
]
+
  
{

            
/* yytext is a string containing the matched text. */

            
printf
(
"Saw an integer: %s
\n
"
,
 
yytext
);

        
}

.
|
\
n
    
{
   
/* Ignore all other characters. */
   
}

%%

/*** C Code section ***/

int
 
main
(
void
)

{

    
/* Call the lexer, then quit. */

    
yylex
();

    
return
 
0
;

}

```

입력이 flex에 제공되면 C 파일  lex.yy.c로 변환된다. 정수의 문자열과 일치하여 출력하는 실행 파일로 컴파일된다. 예를 들어 아래와 같이 입력하면:
```
abc123z.!&*2gj6
```

프로그램은 다음과 같이 출력한다:
```
Saw an integer: 123
Saw an integer: 2
Saw an integer: 6
```

## 같이 보기
- Yacc